# Movimiento indaliano

Representación del Indalo.

El Movimiento indaliano es un movimiento artístico y cultural surgido en la ciudad española de Almería entre los años 1943, fecha de su primer congreso celebrado en el Café Granja Balear y 1963, cuando celebraron su segundo y último congreso. El movimiento fue fundado por el pintor y escultor almeriense Jesús de Perceval (1915–1985). Éste constituyó en su momento un revulsivo para la apática sociedad almeriense de la posguerra, siendo determinante para la historia, la vida y la cultura contemporánea de la ciudad.
El movimiento recibe su nombre del Indalo, un símbolo que representa a toda la provincia de Almería y que es común encontrarlo en fachadas de casas, en vehículos, etc.

## Historia
El movimiento surgió pocos años después de finalizar la Guerra Civil. Esta etapa de la posguerra se caracterizó por un vacío cultural, en especial a lo referente a las artes plásticas. El movimiento fue fundado por el pintor y escultor almeriense Jesús de Perceval en 1945, cuando se inician las tertulias en el Café Granja Balear y, a partir de este momento, los pintores construyeron su entramado figurativo. El  punto de partida fue la diferencia cultural almeriense, basada en una cultura ancestral y mediterránea.
Agrupados alrededor de la figura de su fundador, Jesús de Perceval, reivindicaron una regeneración estética basada en los valores tradicionales del sur de España frente a los movimientos vanguardistas del norte, lo cual se traduce en una pintura realista moderna capaz de plasmar de una forma singular el paisaje almeriense y a sus gentes.

## Miembros
Sus miembros fundadores se conocen como el «grupo de los siete», formado porː Jesús de Perceval, Francisco Alcaraz, Luis Cañadas, Francisco Capulino, Antonio López Díaz, Miguel Cantón Checa y Miguel Rueda.José Gómez Abad es también una figura destacada en el movimiento indaliano.
En agosto de 2020 falleció el último integrante vivo del movimiento, Francisco Alcaraz, a la edad de 94 años.